# Remsenburg
Remsenburg es un área no incorporada (o conocidas como aldea) ubicada en el condado de Suffolk en el estado estadounidense de Nueva York. Remsenburg se encuentra ubicada dentro del pueblo de Southampton.

## Geografía
Remsenburg se encuentra ubicada en las coordenadas 40°48′28″N 72°42′32″O / 40.80778, -72.70889.